# Međurečje
Međurečje (in serbo Међуречје? ) è un centro abitato della Bosnia ed Erzegovina, compreso nel comune di Rudo.

Il villaggio è un'enclave di 395,84 ettari del comune serbo di Priboj nel Distretto di Zlatibor e dista 1 130 m dal resto della Bosnia ed Erzegovina.
Nel 1999 il villaggio aveva una popolazione di 270 abitanti e i Bosniaci erano 135 persone cioè la metà della popolazione, mentre il resto è formato da Serbi e la maggioranza della popolazione lavora a Priboj.

Il 70% della popolazione del villaggio ha la cittadinanza serba, l'elettricità nel villaggio è fornita dalla Serbia e la scuola del villaggio è stata finanziata e costruita dalla Serbia.
L'enclave è nata nel 1878 in seguito all'annessione della Bosnia ed Erzegovina all'Austria-Ungheria e alla vendita del villaggio da parte del Principato di Serbia agli austroungarici in seguito al Congresso di Berlino.
Il prefisso è quello di Priboj (Serbia) e per i servizi ospedalieri dipende dalla Serbia, mentre per il CAP si usa sia quello serbo (RS 31330) che quello bosniaco (BA 73260).

Inoltre la frazione è nell'unione doganale della Serbia dato che la dogana serba si trova sul confine serbo-bosniaco 1 km a nord del villaggio, inoltre nel villaggio si usa il dinaro serbo invece del marco bosniaco.
Il villaggio si trova ad un'altezza di 400–500 m alla confluenza del torrente Poblacnica (che nasce in Montenegro) con altri minori, a sua volta il Poblacnica si getta nel Lim, fiume tributario della Drina subito dopo esser entrato in Bosnia ed Erzegovina a Ustibar, frazione di Rudo. Inoltre il villaggio si trova a soli 30 km dal confine tra Serbia e Montenegro sul passo Granica (1.283 m) e a metà strada tra Belgrado e Sarajevo.

## Distanze
- Rudo  10 km
- Priboj  19 km
- Pljevlja  31 km
- Novi Pazar  175 km
- Podgorica  208 km
- Belgrado  314 km
- Sarajevo  316 km